# Francky Dicaprio
Francky Dicaprio, né Soukéi Franck le 10 janvier 1983 à Abidjan (Yopougon), est un chanteur et disc jockey qui appartient à la troisième vague du coupé-décalé.

## Biographie
Après avoir abandonné ses études, il fait ses débuts de disc-jockey au Procureur à Yopougon. Il officie ensuite dans les maquis bars de  la rue princesse tels que le Ministère de la joie, Maquis Shanghai,  Maquis la Station, etc. Créateur de la danse Fatigué-fatigué, il est révélé en 2007 ce qui lui permet de tourner en Afrique et en Europe. 
Il est lauréat du Black Music Awards 2007 au Bénin à Cotonou. 
En 2013, Francky Dicaprio et DJ Arafat clashent par morceaux interposés. DJ Arafat lui formule ses excuses en 2015. 
Après le succès de Fatigué-fatigué, il peine à se maintenir sur le devant de la scène. En 2018, il tente un come-back avec les titres Zokoto et Courez seulement. 

## Discographie

### Singles
- 2007 : Fatigué-fatigué
- 2009 : Sabari dondo